# Landkreis Freiberg
Landkreis Freiberg is een voormalig Landkreis in de Duitse deelstaat Saksen. Het had een oppervlakte van 913,90 km² en een inwoners aantal van 141.622 (31 december 2007).

## Geschiedenis
Bij de herindeling van Saksen in 2008 is het  samen met de voormalige Landkreisen Döbeln en Mittweida opgegaan in het nieuwe Landkreis Mittelsachsen.

## Steden en gemeenten
De volgende steden en gemeenten lagen in de Landkreis (stand 31-12-2007):
| Steden                                                                                            | Gemeenten |
| ------------------------------------------------------------------------------------------------- | --- |
| - Augustusburg - Brand-Erbisdorf - Flöha - Frauenstein - Freiberg - Großschirma - Oederan - Sayda | 1. Bobritzsch 2. Dorfchemnitz b. Sayda 3. Eppendorf 4. Falkenau 5. Frankenstein (Saksen) 6. Großhartmannsdorf 7. Halsbrücke 8. Hilbersdorf 9. Leubsdorf 10. Lichtenberg/Erzgeb. 11. Mulda/Sa. 12. Neuhausen/Erzgeb. 13. Niederwiesa 14. Oberschöna 15. Rechenberg-Bienenmühle 16. Reinsberg 17. Weißenborn/Erzgeb. |

In het district lagen een aantal zogenaamde Verwaltungsgemeinschaften. Dit zou je kunnen omschrijven als samenwerkingsverbanden zoals we die in Nederland kennen als kaderwetgebieden, maar met andere taken dan in Nederland. De Verwaltingsgemeinschaften zijn:
Verwaltungsgemeinschaften
- Verwaltungsgemeinschaft Flöha met de volgende deelnemende gemeenten: Falkenau en Flöha
- Verwaltungsgemeinschaft Freiberg met de volgende deelnemende gemeenten: Freiberg en Hilbersdorf
- Verwaltungsgemeinschaft Lichtenberg/Erzgeb. met de volgende deelnemende gemeenten: Lichtenberg/Erzgeb. en Weißenborn/Erzgeb.
- Verwaltungsgemeinschaft Oederan met de volgende deelnemende gemeenten: Frankenstein en Oederan
- Verwaltungsgemeinschaft Sayda met de volgende deelnemende gemeenten: Dorfchemnitz en Sayda